# Oecetis modesta
Oecetis modesta är en nattsländeart som först beskrevs av Barnard 1934.  Oecetis modesta ingår i släktet Oecetis och familjen långhornssländor. Inga underarter finns listade i Catalogue of Life.